# Akosia

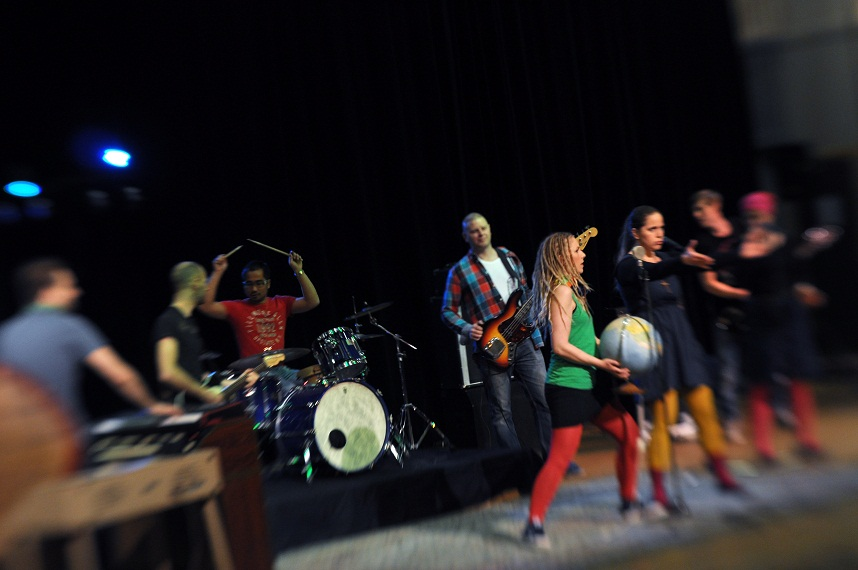
Akosia

Akosia är ett reggaeband från Örebro som bildades 2007 av Emma och Martin Ahlbäck, som också skriver all musik till bandet. Texterna handlar om global rättvisa, politik, miljö, Afrika, Gud, livet och relationer. Bandet består av tidigare musiker, sångare och körledare från gospelkören Joybells.  
Akosia släppte sitt debutalbum "Can't Keep Quiet" hösten 2009, och uppföljaren "Make me brave" 2012. Med låten "Burn Up" vann bandet både publikens och juryns röster i länstävlingen till Svensktoppen nästa Örebro 2011, med jurymotiveringen "snyggt, proffsigt, medryckande, internationella toner som kommer att fungera på den nationella listan".

## Diskografi

### Album
- 2009 – Can't Keep Quiet (Egen utgivning)[1]
- 2012 – Make Me Brave (Naxos, EAN 7320470168271)[1]

### Singlar
- 2016 – "Kraften från strömmen"
- 2016 – "Vi ser starkare ut"